# Jurij Ljubimov
Jurij Petrovič Ljubimov (rusky Юрий Петрович Любимов; 30. září 1917 Jaroslavl – 5. října 2014 Moskva) byl ruský divadelní herec, režisér, zakladatel a dlouholetý ředitel divadla Na Tagance.

## Život
Narodil se v Jaroslavli, ovšem již v jeho pěti letech se rodina přesunula do Moskvy. Po druhé světové válce nastoupil do Vachtangovova divadla. V roce 1946 si zahrál roli Pátka ve filmu Robinzon Kruzo, prvním sovětském 3D filmu.
V roce 1964 Ljubimov založil vlastní divadlo Na Tagance, kde byl jednou z největších hvězd Vladimír Vysockij. Divadlo bylo v sedmdesátých letech velmi oblíbené, mimo jiné protože se nepodřizovalo kulturním cílům vládnoucí komunistické strany.